# Satyrion
Coenonympha gardetta
Espèce
Statut de conservation UICN

 LC  : Préoccupation mineure
Coenonympha gardetta, le Satyrion, aussi appelé Philéa, est une espèce de papillons appartenant à la famille des Nymphalidae, à la sous-famille des Satyrinae et au genre  Coenonympha.

## Dénomination
Coenonympha gardetta a été nommé par Leonardo De Prunner en 1798.
Synonymie : Papilio satyrion Esper, 1805 ; Papilio neoclides Hübner, 1805 ; Papilio philea Hübner, 1800 ,.

### Noms vernaculaires
Le Satyrion ou Philéa se nomme Alpine Heath en anglais.

## Description
Le Satyrion est un petit papillon qui présente un dessus de couleur orangée suffusé de marron et dont les ailes sont bordées d'une frange blanche.
Le revers des antérieures est orangé avec une bordure grisâtre. Les postérieures ont une ornementation caractéristique, une bande postmédiane blanche irrégulière avec une ligne d'ocelles noirs pupillés de blanc.

## Biologie

### Période de vol et hivernation
Il vole en une génération, de juin à mi-septembre.

### Plantes hôtes
Ses plantes hôtes sont diverses poacées (graminées).

## Écologie et distribution
Il est présent uniquement dans le sud de l'Europe  en France, Suisse, Italie, Allemagne et Autriche. Il aurait été signalé dans les montagnes de Bosnie et de Serbie,.
En France métropolitaine il est présent dans les Hautes-Alpes, les Alpes-de-Haute-Provence et les Alpes-Maritimes,.

### Biotope
Il réside dans les prairies alpines et subalpines.

### Protection
Il ne bénéficie pas de statut de protection particulier.